# Остен-Сакен, Генрих Эмильевич
 Генрих Эмильевич Остен-Сакен (1908—1942) — советский пловец. Трёхкратный чемпион СССР и многократный рекордсмен СССР.

## Биография
Выступал за ленинградскую команду профсоюзов. Тренировался у известного спортсмена и тренера В. П. Поджукевича.
Чемпион СССР по плаванию на дистанциях 200 м и 400 м брассом (1934) и комбинированной эстафете 4×100 м (1928). Серебряный призёр на 100 м (1934), бронзовый призёр на 200 м брассом (1928).
Шесть раз был рекордсменом СССР в плавании на 100 м брассом, 5 раз — на дистанции 200 м брассом. Трижды рекордсмен страны в комбинированной эстафете.
Успешно играл в водное поло. Вице-чемпион СССР (1940) в составе ленинградского «Динамо».
Работал на кафедре ленинградского Института физкультуры имени Лесгафта. Погиб во время Великой Отечественной войны.